# Náboženství v Indii
Náboženství v Indii (sčítání 2011)
Náboženství v Indii má oproti většině jiných zemí velmi pestrou minulost. Nejprve zde vznikl hinduismus, který patří k nejstarším dosud žijícím náboženstvím světa. V době železné se zformoval buddhismus a džinismus. Posledním velkým náboženstvím, které zde vzniklo, byl sikhismus.
V současné době z Indie buddhismus takřka vymizel, majoritními náboženstvími zde jsou hinduismus a islám. Islám se však stává terčem kritiky i nepokojů ze strany indických (hinduistických) nacionalistů a tento konflikt má politický, národnostní i náboženský rozměr.
V souvislosti s náboženstvím v Indii se někdy užívá termínu východní náboženství, indická náboženství a dharmická náboženství. Pojem indická náboženství označuje čtyři velká náboženství, která v Indii vznikla, tedy buddhismus, hinduismus, džinismus a sikhismus. Pojem dharmická náboženství označuje ta indická náboženství, která považují dharmu za základ své nauky.
Již v prvním století proniklo na území Indie křesťanství; podstatně se rozšířilo až v novověku. Podle sčítání lidu z roku 2011 se k němu hlásí 2,34 % obyvatel, přičemž je většinovým náboženstvím ve třech malých horských státech na severovýchodě země (Nágálandu, Mizoramu a Méghálaje) a má významný podíl na obyvatelstvu několika dalších států (Arunáčalpradéši, Goa, Kerale a Manípuru). Ve 21. století v souvislosti s posilováním indického nacionalismu včetně politické podpory (Indická lidová strana) se objevují soudní případy vedené proti křesťanům.